# Ubald von Gubbio

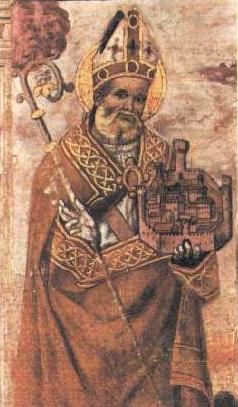
Fresko des Heiligen Ubald in Gubbio

Ubald von Gubbio (eigentlich Ubaldo Baldassini, * um 1080/85 in Gubbio; † 16. Mai 1160) war Bischof von Gubbio und wurde heiliggesprochen.

## Leben
Er wurde in einer vornehmen Familie in Gubbio in Umbrien in Italien geboren. Seine Eltern starben früh, weshalb er in einem Kloster aufwuchs. 1114 wurde Ubald zum Priester geweiht und teilte sein Erbe an die Armen aus. Wahrscheinlich wurde Ubald 1129 vom Papst Honorius II. zum Bischof von Gubbio ernannt, nachdem er zuvor die Wahl zum Bischof von Perugia abgelehnt hatte. Er wurde in der heutigen Basilika Sant’Ubaldo oberhalb von Gubbio beigesetzt.

## Wirkung
Papst Coelestin III. sprach Ubald am 5. März 1192 heilig.
Der heilige Ubald wird im bischöflichen Gewand mit einem vor ihm fliehenden Teufel dargestellt; er gilt als Patron der Kinder sowie als Patron gegen Nervenleiden und Besessenheit.
Eine Fingerreliquie von Ubald wird im Münster zu Thann im Elsass verehrt. Die Wallfahrt nach Thann war im Mittelalter vor allem in Norddeutschland sehr beliebt, wo der Heilige als Theobald von Thann, St. Enwold oder St. Ewald bekannt war.
Seit dem 12. Jahrhundert gibt es in Gubbio ein Fest zu Ehren des Heiligen Ubald, die Corsa dei Ceri (der Wachskerzenlauf).